# 新克利亚济明斯科耶农村居民点
新克利亚济明斯科耶农村居民点（俄语：Новоклязьминское сельское поселение）是俄罗斯联邦伊万诺沃州尤扎区所属的一个农村居民点。其下辖有12个居民点，行政中心为新克利亚济明斯科耶。据2016年统计，该农村居民点的人口为998人。